# Франческа Качини
Франческа Качини (18. септембар 1587 – после 1641) је била италијанска композиторка, певачица, лаутиста, песникиња и учитељица музике раног барока. Била је позната и по надимку "Ла Кечина", коју су јој дали Фирентинци и вероватно је деминутив за „Франческа“.  Била је ћерка Ђулија Качинија. Њено једино сачувано сценско дело, La liberazione di Ruggiero, сматра се најстаријом опером жене композитора.

## Лични живот

### Младост
Качини је рођена у Фиренци, и стекла је хуманистичко образовање (латински, нешто грчки, као и савремени језици и књижевност, математика) поред раног музичког образовања код оца. Према Лилијани Панели, прво утемељено сведочанство о Франческиној певачкој активности, заједно са њеном сестром Сетимијом, на двору Медичи, било је 1602; у свом дневнику Чезаре Тинги бележи да је 3. априла 1602. у цркви Светог Николе у Пизи, где се двор премештао сваке године током поста, полихорску музику режирао „Ђулио Романо (Ђулио Качини), са женом (другом женом, Маргеритом) и две ћерке које добро певају“.
У својој младости, Качини је наступала са својим родитељима, полубратом Помпеом, сестром Сетимијом и вероватно другим неименованим Качинијевим ученицима у ансамблу савременика који се називао le donne di Giulio Romano. Након што ју је ангажовао суд, наставила је да наступа са породичним ансамблом све док Сетимијин брак и пресељење у Мантову није изазвало његов распад. Качини је служила на двору Медичи као учитељ, камерни певач, тренер проба и композитор и камерне и сценске музике до почетка 1627. До 1614. била је најскупље плаћени музичар на двору, добрим делом зато што је њена музичка виртуозност тако добро илустровала идеју о женској изврсности коју је пројектовала де факто регент Тоскане, велика војвоткиња Кристина од Лорене. До 1623. зарадила је 240 скудија.

### Каснији живот
Након што је Франческин први муж (Ђовани Батиста Сињорини, са којим је имала једну ћерку, Маргериту, 1622) умро у децембру 1626. године, брзо је договорила да се поново уда у октобру 1627, овог пута за мелофилног племића из Луке, Томаса Рафаелија. Иако је њено службено име остало Франческа де Ђулио Качини, тек је откриће докумената у којима се користи Франческа Рафаели омогућило да се прате њени трагови од 1627. до 1634. Живела је у Рафаелијевим кућама Лучезе, очигледно је родила сина (такође Томаса, 1628. године), и имала је неку музичку везу са породицом Буонвиси у Луки, све до његове смрти 1630. Иако је као жена племића одбила бар један захтев за наступ (у Парми, 1628), након што је остала удовица, Качини је одмах покушала да се врати у службу Медичија. Њен повратак одложен је због куге 1630–1633, до 1634. Качини се враћа у Фиренцу са своје двоје деце, служећи на двору као учитељица музике својој ћерки Маргерити и принцезама Медичи које су живеле у или често посећивале самостан Ла Крочета, и компоновала је и изводила камерну музику и мање забаве за женски двор. Качини је напустила службу Медичија 8. маја 1641. и нестала из јавних евиденција.

## Професионална каријера
Верује се да је Качини била брз и плодан композитор, једнак по продуктивности својим дворским колегама Јакопом Перијем и Марком да Гаљаном. Веома мало од њене музике је преживело. Већину сценске музике компоновала је за извођење у комедијама песника Микеланђела Буонаротија Млађег (унука уметника) као што су La Tancia (1613), Il passatempo (1614) и La fiera (1619). Године 1618. објавила је збирку од тридесет шест соло песама и сопран/бас дуета (Il primo libro delle musiche)  која је збирка савремених стилова, у распону од интензивно дирљивих, хармонично авантуристичких тужбалица до радосних светих песама на италијанском и латинском, и духовитих строфичних песама о радостима и опасностима романтичне љубави.
У зиму 1625. Качини је компоновала сву музику за 75-минутни "балет - комедију" под називом La liberazione di Ruggiero dall'isola d'Alcina који је изведен за пољског престолонаследника Ладислава Сигисмонда (касније Владислава IV). Комбинујући духовите пародије раних оперских сцена са тренуцима изненађујућег емоционалног интензитета, партитура показује да је Качини овладала читавим спектром музичко-позоришних средстава у своје време и да је имала снажан осећај за музички дизајн великих размера. La liberazione се толико допала принцу да је наложио да се изведе у Варшави 1628. Ово се такође сматра првом опером коју је написала жена. Нема доказа који би сугерисали да је Качини компоновала неку од пратећих песама, међутим, познато је да су њени вршњаци Микеланђело Буонароти, Андреа Салвадори и Франческо Галтероти.

### Композициони стил
Музички и композициони стил Качинијеве је упоређен са Монтевердијем и Јакопом Перијем, а почела је да компонује музику након завршетка периода ренесансе, постајући кључни играч у пробијању барокног стила музике. Компоновала је у веома иновативном музичком контексту. За многе своје песме била је аутор пратеће поезије, која је такође имала тенденцију да буде комична.
Примећено је да Primo libro Качинијеве користи само-рефлексивност. То је зато што многе њене песме у овој колекцији имају наслове који изгледају као да "одговарају" једни другима. На пример песму "Che fai?" што значи "шта радиш?" следи „Ардо“ што у преводу значи „горим“. Песме су такође напредне у погледу контроле даха потребне за извођење, координације руку и гласа, као и вокалног опсега. Качини користи романски на јединствен и неконвенционалан начин у овим песмама. Песме у овој збирци праћене су инструменталним делом, са намером да индивидуални извођач импровизује хармоније. Иако музички комади нису означавали одређени инструмент који би се користио за свирање пратње, вероватно је теорба широко коришћена.

## Радови
Франческа Качини је написала део или целу музику за најмање шеснаест постављених дела. Верује се да су сви осим La liberazione di Ruggiero и неки одломци из La Tancia и Il passatempo објављени у колекцији из 1618. изгубљени. Њене сачуване партитуре откривају да је Качини изузетно водила рачуна о нотацији своје музике, фокусирајући посебну пажњу на ритмичко постављање слогова и речи, посебно унутар орнамената, и на прецизну нотацију често веома дугих мелисми. Иако се њена музика не истиче посебно по експресивним дисонанцијама које је у моду увео њен савременик Монтеверди, Качини је била мајстор драмског хармонског изненађења: у њеној музици је хармонија, више од контрапункта, оно што најснажније преноси узбуђење.
Оперско-сценска дела:
- La Stiava (изведена 1607) [6] (изгубљена) [15]
- La mascherata, delle ninfe di Senna, балет, Палацо Пити, Фиренца, 1611.[15]
- La tancia, сценска музика, Палацо Пити, Фиренца, 1611 [15]
- Il passatempo, сценска музика за балет, Палацо Пити, Фиренца, 1614.[15]
- Il ballo delle Zingane, балет, Палацо Пити, Фиренца, изгубљена музика, 1615 [15]
- Il Primo libro delle musiche a 1–2 voci e basso continuo (1618) [15]
- La fiera, сценска музика, Палацо Пити, Фиренца, 1619.[15]
- Il martirio de S. Agata, Фиренца, 1622 [15]
- La liberazione di Ruggiero dall'isola d'Alcina, музичка комедија, Вила Пођио Империале, Фиренца (1625) [15]
- Rinaldo inamorato, наручио кнез Владислав од Пољске, 1626.[15]